# Adam Brown (nuotatore)
Adam Thorp Brown (Cambridge, 16 gennaio 1989) è un nuotatore britannico.
Ha partecipato ai Giochi di Pechino 2008 e di Londra 2012, gareggiando in vari eventi di stile libero.